# Skjæveland gamle Bro
Skjæveland gamle Bro er en buebro over elven Figgjo i kystområdet Jæren i Rogaland fylke. Midten af broen udgør grænsen mellem kommunerne Klepp og Sandnes. Broen blev færdiggjort i 1853. Byggematerialet er for det meste sten, bygget som en kombineret stenhvælv- og stenhellebro. Broen er 100 meter lang. Den blev bygget som en del af Vestlandske hovedvei, og var den første bro i Rogaland fylke som blev bygget til køretøjer.
Broen blev tegnet af Ingebret Mossige, lensmand og vej-inspektør i Time kommune. Gabriel Høyland (1820–1907) ledte byggeriet af broen. I 1966 blev der åbnet en ny bro for riksvei 44, og Skjæveland gamle Bro er herefter blevet benyttet til gang- og cykelsti. Den blev restaureret i 1985, og blev i 2002 taget med i Nasjonal verneplan for veger, bruer og vegrelaterte kulturminner.